# Mosaic de Bel·lerofont i la Quimera
El mosaic de Bel·lerofont i la Quimera trobat l'any 1876 a Can Pau Birol, és un mosaic del segle iii de 10,32m de longitud per 3,42m d'amplada, que formava part del paviment musiu on també hi havia el fragment del Circ Màxim. El mosaic de Bel·lerofont i la Quimera actualment no es troba sencer sinó dividit en diferents parts, la majoria al museu però alguns petits fragments encara es conserven al col·legi Bell-lloc del Pla de Girona. Tot i que inicialment va traslladar-se al Museu d'Arqueologia de Girona, des de 1939 es troba al Museu Arqueològic de Barcelona.

## Datació
La datació del mosaic, com també passa en el Mosaic del Circ i en el Mosaic de Teseu i Ariadna és un tema que ha generat controvèrsia. La datació més reculada és la de fixant-la en la primera meitat del s. III. En canvi Balil, que en un primer moment  datà els dos paviments majors cap el 320 d.C., però en tot cas en època constantiniana, rectificà posteriorment decantant-se per una data propera a mitjans de s. III d. C. tot i que finalment la va ampliar assignant-la entre el període comprès entre el 220-270 d.C. La Memoria data els dos mosaics majors a finals s. III i Tonybee data el paviment, sense més concrecions, dins el s. III d.C 27. 

## Descripció
El mosaic està envoltat per una sanefa amb figures geomètriques –prismes en volum– que envolta tot el paviment. Dins la sanefa hi ha una sèrie d'elements rectangulars gairebé quadrats d'aproximadament mig metre, a l'interior de les quals hi ha decoracions trenades. Ocupant el lloc de quatre d'aquestes quadrícul·les, entre la primera i la segona fila però no al centre d'aquestes, hi ha un mosaic figurat on es representa l'escena mitològica de Bel·lerofont i la Quimera. Bel·lerofont, sobre el Pegàs està lluitant contra la Quimera. No obstant això, no pot centrar-se en la composició de cap manera perquè el nombre d'elements repetits horitzontalment i verticalment és sempre senar. Tampoc era idoni ni viable reduir-lo a un dels únics panells ja existents, cosa que hagués abocat a una figuració excessivament miniaturista. L'heroi va nu, només porta una clàmide –molt malmesa ja en el moment de la troballa– i unes sandàlies. Amb una mà subjecta el cavall mentre que amb l'altra apunta a la Quimera amb l'arma. El cavall alat es representa encabritat, aixecant les dues potes de davant. La Quimera tanca la composició situant-se als peus de Pegàs i Bel·lerofont. La Quimera és un animal mitològic que es caracteritza per tenir dos caps –un de lleó i un de cabra–, té cos de lleó, ungles a les potes i cua de serp amb un ull i dues fileres de dents. Per la boca llança flames. El mosaic, en el seu conjunt, és complex perquè inclou temàtiques molt diverses. En primer lloc, hi ha una representació figurativa i, en segon lloc, hi ha una representació geomètrica. Els prismes s'han relacionat amb altres paviments mosius de l'època a Catalunya amb una clara influència oriental. La presència de policromia dota les figures de contrastos cromàtics, contrastos de llums i, per tant, presència de volum. El mosaic de Bel·lerofont i la Quimera, juntament amb el seu entorn geomètric, causen gran impacte si s'observa tot el conjunt musiu, amb el Mosaic del Circ. El Mosaic del Circ i el Mosaic de Bel·lerofont i la Quimera són representacions figuratives que es troben envoltades per una forta i repetitiva presència de figures geomètriques policromades. Pel que fa a la composició de l'escena de Bel·lerofont i la Quimera, totes les figures estan col·locades de manera que no es confonguin entre elles. Estan mesclades en una composició però cadascuna està individualitzada. 
La policromia utilitzada tant en el conjunt del Mosaic de Bel·lerofont i la Quimera com en el context geomètric, és la mateixa que el Mosaic del Circ perquè formaven part d'un mateix paviment i, visualment, funcionaven com un sol conjunt. Per esbrinar per què es fa, el propietari de la vil·la de Can Pau Birol, una representació de l'escena mitològica de Bel·lerofont i la Quimera s'han formulat diverses interpretacions. La imatge de Bel·lerofont està vinculada a la idea de virtus, la idea de matar monstres. Això tindria implicacions tant ètiques i morals com escatològiques. Bel·lerofont també s'ha identificat com l'ideal romà, vinculat a l'ordre, el bon govern, el bon auguri, la salut, el benestar, etc. S'ha interpretat el paviment musiu de Bell Lloc del Pla, transformació d'una escena histórica a la que vol aspirar el dominus de la vil·la. Així doncs, el mosaic seria un exemple de model de classe social amb els valors que, normalment, se li atribuïen com la virtus.